# Pseudomastax beieri
Pseudomastax beieri är en insektsart som beskrevs av Marius Descamps 1970. Pseudomastax beieri ingår i släktet Pseudomastax och familjen Eumastacidae. Inga underarter finns listade i Catalogue of Life.